# パウル・クルッツェン
パウル・ヨーゼフ・クルッツェン（Paul Jozef Crutzen, 1933年12月3日 – 2021年1月28日）は、オランダ人大気化学学者で、1995年のノーベル化学賞受賞者。ジョージア工科大学とストックホルム大学で教授を務めた。

## 来歴
アムステルダムで生まれ、ギムナジウムで土木工学を学んだあと、兵役に就く。スウェーデンで土木技師として働きながら、ストックホルム大学で気象学を学び、1973年にPh.D.を取得した。
オゾンホールの研究でよく知られている。彼の研究の成果は Stratospheric and tropospheric chemistry, and their role in the biogeochemical cycles and climate にまとめられている。現在はドイツのマインツにあるマックス・プランク化学研究所とカリフォルニア大学サンディエゴ校のスクリップス海洋研究所に籍を置いている。

## 受賞歴
これは一部のリストである。詳しい情報は外部リンクを参照。
- 1976年 アメリカ海洋大気局の出版賞
- 1984年 ロレックスのサイエンティスト・オブ・ザ・イヤー
- 1985年 アメリカ物理学会のレオ・シラード賞
- 1989年 タイラー賞
- 1991年 ボルボ環境賞
- 1994年 マックス・プランク賞
- 1995年 ノーベル化学賞
- 1995年 国際連合環境計画より国際オゾン賞
- 2002年 1990年代に、地球科学分野で論文が最も多く（2911回）引用された学者に選出される
- 2019年 ロモノーソフ金メダル

## 科学アカデミー会員
- 1986年 アメリカ地球物理学連合のフェロー
- 1991年 スウェーデン王立科学アカデミーの会員
- 1996年 国際オゾン委員会の名誉会員
- 1999年 ロシア科学アカデミーの外国人会員

## アントロポセン（人新世）
2000年のIGBPの会報41号で、パウルとユージーン・ストーマーは地質学、生態学における人類の重要性を強調し、近年の地質学的な時代を表す言葉として「アントロポセン」 (Anthropocene) という造語を提案した（これは更新世の次の地質時代としての人類の時代、というような意味である）。この時代の始まりとして、彼らは外部リンクに示したような演説を行った。

## 地球温暖化
インデペンデント紙の科学部門編集長であるスティーブ・コナーは次のように書いている。
- オゾンホールの研究の業績で1995年度ノーベル賞を受賞したパウル・クルッツェン博士は人為的な温室効果ガスを政治的に削減する努力は十分ではなく、抜本的な緊急時対応策を立てておくべきであると語っている。

- Climatic Change 誌の2006年8月号に掲載されたエッセイの中で、温室効果が暴走してしまった時のための｢逃げ道｣が必要であると主張した[3]。

- クルッツェン博士は、大気上層に硫黄を散布して太陽光を遮り、人工的に地球を冷却する気象制御を提案している。この地球工学的方法は論争の的になっているが、科学者の間で真剣に検討されている[4]。

- クルッツェン博士を中心とする研究グループがバイオ燃料として広く用いられている穀物から生成された燃料を分析したところ、こうしたバイオ燃料は一般の化石燃料に比べ2倍の亜酸化窒素 （N2O）を排出することを突き止めた。N2Oは二酸化炭素（CO2）の310倍の温室効果をもつことで知られ、カーボンニュートラルどころか温暖化を促進する可能性があると論じている[5][6]。

## 参照
1. ↑  The Nobel Prize in Chemistry 1995
2. ↑  http://www.independent.co.uk/environment/scientist-publishes-escape-route-from-global-warming-409981.html Scientist publishes 'escape route' from global warming] "Independent" By Steve Connor, Science Editor, 31 July 2006
3. ↑  http://www.springerlink.com/content/t1vn75m458373h63/fulltext.pdf
4. ↑  “アーカイブされたコピー”. 2008年7月23日時点のオリジナルよりアーカイブ。2008年10月27日閲覧。
5. ↑  Biofuels could boost global warming, finds study "Chemistry World", 21 September 2007
6. ↑  http://www.atmos-chem-phys.net/8/389/2008/acp-8-389-2008.html